# Schnelleinsatzgruppe

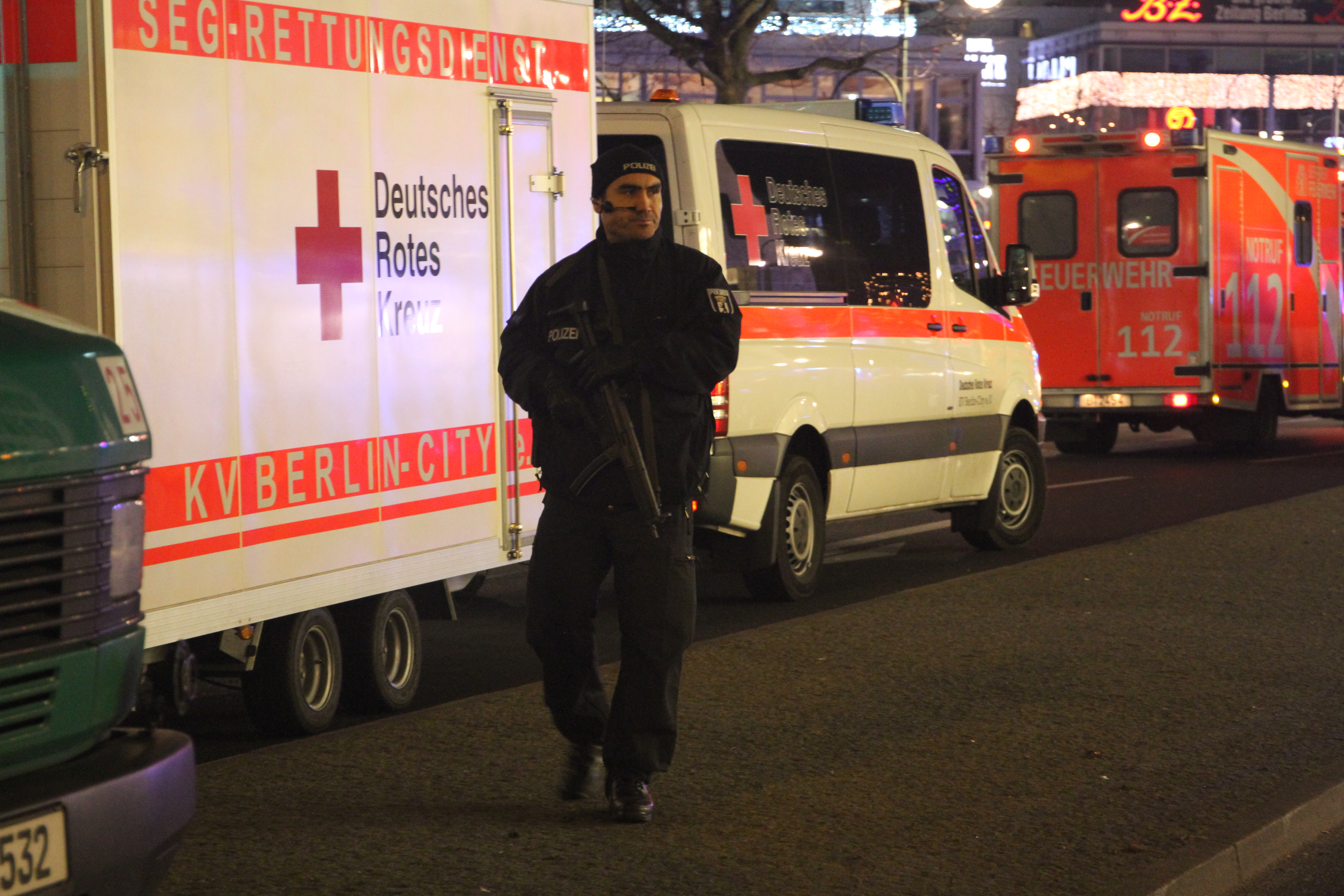
Fahrzeug einer Schnelleinsatzgruppe des Berliner DRK am 19. Dezember 2016 in Berlin

Eine Schnelleinsatzgruppe (Abkürzung: SEG) bezeichnet in Deutschland eine Gruppe von Einsatzkräften, die so ausgebildet und ausgerüstet ist, dass sie bei einem Massenanfall von Verletzten oder außergewöhnlichen Ereignissen Verletzte, Erkrankte und andere Betroffene versorgen kann.

## Abgrenzung
In Österreich ist der Begriff synonym zu den Emergency Response Units des Roten Kreuzes im Sinne einer schnellen Auslandshilfe zu verstehen.
Beim Technischen Hilfswerk ist der Begriff mancherorts für die Vorauseinheiten eines Technischen Zuges gebräuchlich (→ THW-Schnelleinsatzgruppe).
Die Abkürzung „SEG“ steht vereinzelt nicht für Schnelleinsatzgruppe, sondern für Sondereinsatzgruppe oder Spezialeinsatzgruppe, auch bei nichtpolizeilichen Hilfsorganisationen. Vor allem beim Samariterbund Österreich wird unter SEG die „Special Emergency Group“ verstanden. Dies sind spezialisierte Einsatzkräfte verschiedenster Art für den Katastrophenschutz wie Logistik, Suchhunde, CBRNE und Verpflegung.

## Aufgaben einer SEG
Allgemein unterstützt und ergänzt eine Schnelleinsatzgruppe bei größeren Schadensereignissen den für den einzelnen Notfall vorgehaltenen Rettungsdienst durch die Bereitstellung von Material, Rettungsmitteln und ehrenamtlichem Personal mit entsprechender Ausbildung.
An der Einsatzstelle kann die gegebenenfalls notwendige Infrastruktur geschaffen und betrieben werden. Hierzu zählen die Beleuchtung, Stromversorgung und mobile Unterbringung (u. a. Sanitätszelte). Dazu kommt die Unterstützung bei der Aufrechterhaltung der Kommunikation (Funk- und unter Umständen Telefonnetz). Weiterhin gehören die sanitätsdienstliche Versorgung von leichter Verletzten, der Transport von Verletzten und die Betreuung sowie Versorgung von unverletzten Betroffenen dazu.

## Unterscheidung
Es gibt verschiedene Arten von Schnelleinsatzgruppen. Diese können zwischen den einzelnen Bundesländern, Gebietskörperschaften und Organisationen oder den lokalen Notwendigkeiten und Möglichkeiten variieren. Sie werden typischerweise nach ihren Aufgabenbereichen unterschieden, wobei Mischformen möglich sind.

### Behandlung von Patienten
Hier steht die Behandlung von Patienten vor Ort im Vordergrund, weniger der Transport. Eine solche SEG ist in der Lage, eine Patientenablage einzurichten, eine Unfallhilfsstelle oder einen Behandlungsplatz bzw. einen Teil davon aufzubauen und zu betreiben.
Typische Bezeichnung hierfür ist Schnelleinsatzgruppe Sanitätsdienst (Abkürzung: SEG-San), teilweise wird auch der Name Schnelleinsatzgruppe Behandlung (SEG-Beh) verwendet.
Wird eine SEG explizit als rettungsdienstlich qualifizierte Ergänzung zum Rettungsdienst vorgehalten spricht man von einer Schnelleinsatzgruppe Rettungsdienst (SEG-RD). Diese SEG-RD übernimmt auch Aufgaben im Patiententransport (siehe nächster Abschnitt). 

### Transport von Patienten
Diese Schnelleinsatzgruppen dienen primär der Verstärkung des Rettungsdienstes mit qualifiziertem Personal oder dem Transport von Patienten bei einem MANV und sind mit einer Vielzahl von Fahrzeugen für den Patiententransport (bspw. RTW, KTW, 4-Tragen-KTW, vereinzelt auch Großraumrettungswagen) ausgestattet. Neben etwaigen Schnelleinsatzgruppen Rettungsdienst kommen hierbei auch spezielle Transporteinheiten zum Einsatz, welche in der Regel als Schnelleinsatzgruppe Transport (SEG-Trp) bezeichnet werden. In Baden-Württemberg wurde speziell für den Transport der Patienten ein landeseinheitliches Modul Transport geschaffen und finanziert, diese sind mit zwei Krankenwagen ausgestattet und kommen im Bevölkerungsschutz aufgrund ihrer schnellen Verfügbarkeit als erste Module zum Einsatz.

### Betreuung und Verpflegung von Unverletzten
Schnelleinsatzgruppen, die für die Betreuung von unverletzten Personen vorgesehen sind, sorgen für die Sammlung, Unterkunft und soziale Betreuung (z. B. an einem Betreuungsplatz) und/oder für die Verpflegung mit Essen und Getränken. Solche Einheiten heißen üblicherweise Schnelleinsatzgruppe Betreuung (Abkürzung: SEG-Bt SEG-B) oder Schnelleinsatzgruppe Verpflegung (SEG-Vpf, SEG-V).

### Unterstützung anderer Einheiten
Bei größeren Einsätzen hat die Einsatzleitung erhöhten Bedarf an Hilfskräften für die allgemeine Unterstützung bei der Führung und insbesondere der Kommunikation innerhalb des Einsatzes bzw. mit übergeordneten Führungsebenen. Hierzu gibt es ebenfalls entsprechende Einsatzgruppen, üblicherweise als Schnelleinsatzgruppe Führungsunterstützung (Abkürzung: SEG-FüUst) oder Schnelleinsatzgruppe Information und Kommunikation (SEG-IuK) bezeichnet.
Die Schnelleinsatzgruppe Technik und Sicherheit (Abkürzungen: SEG-TuS. SEG-T+S, SEG-TeSi) oder Schnelleinsatzgruppe Logistik und Technik (SEG-LuT) unterstützt die Einheiten des Sanitäts- oder Betreuungsdienstes mit besonderer technischer Ausstattung und Expertise, so z. B. Stromversorgung und Beleuchtung, Heizungen, Wasserver- und -entsorgung, sanitären Anlagen und die Sorge für Arbeitssicherheit im Einsatz. Die Aufgaben ähneln denen des Techniktrupps von Einsatzeinheiten.

### Spezialfälle
Für den Einsatz am oder auf dem Wasser sowie in gebirgigem Gelände bzw. mit der Notwendigkeit von speziellen Techniken und Ausrüstung (z. B. zur Höhlenrettung) existieren eigene Schnelleinsatzgruppen, z. B. in Form einer Schnelleinsatzgruppe Wasserrettung (Abkürzung: SEG-WR) oder Schnelleinsatzgruppe Bergrettung.
Wenn es notwendig wird, Patienten unter besonderem Eigenschutz zu versorgen und zu transportieren, dann gibt es auch hierfür entsprechend ausgestattete Einheiten. Typischerweise sind das die Schnelleinsatzgruppe Gefährliche Stoffe und Güter (Abkürzung: SEG-GSG) und die Schnelleinsatzgruppe Infektion (SEG-Infekt).
Für die Suche von vermissten oder verschütteten Personen halten die Hilfsorganisationen auch Rettungshundeteams vor, die in einer Schnelleinsatzgruppe Rettungshunde (Abkürzung: SEG-RH) organisiert sein können.
Diese speziellen Gruppen sind oft schon bei Einsätzen zur Individualversorgung von einzelnen Patienten notwendig, da sie im Gegensatz zum regulären Rettungsdienst entsprechend für diese speziellen Gelegenheiten ausgebildet und ausgestattet sind.
Zudem sind in den Einsatzeinheiten Schnelleinsatzgruppen Technik und Sicherheit vorgesehen. Primäre Aufgabe der SEG TuS ist es, die Stromversorgung sowie die Sicherheit an der Einsatzstelle sicherzustellen. Zur Bewältigung dieser Aufgabe stehen den Einsatzkräften sogenannte Gerätewagen Technik (GW-Technik) zur Verfügung. In Baden-Württemberg besteht die SEG Technik und Sicherheit aus einem Gruppenführer und 3 Helfern (0/1/3/4).

## Ausrüstung
Die Ausstattung richtet sich nach der Aufgabenstellung und örtlichen bzw. organisationsinternen Richtlinien. Die Finanzierung des Materials und der Bekleidung wird über Sach- und Geld-Spenden sowie öffentliche Zuschüsse (Kommune, Land, Bund) sichergestellt, dies ist ebenfalls örtlich sehr unterschiedlich.
Wichtigste Ausstattungsmerkmale einer SEG sind, unabhängig von ihrer Verwendung:
- Funkmeldeempfänger oder vergleichbare Systeme zur schnellen Alarmierung
- Fahrzeuge, die für den Einsatzfall bereitstehen (inkl. verlastetem Material)
- Funkgeräte zur Anbindung an die zuständige Leitstelle und für die Kommunikation am Einsatzort

Damit unterscheidet sich eine SEG von Katastrophenschutzeinheiten alter Prägung, die zum Teil erst im Alarmfall die Fahrzeuge beordern und mit Material beladen konnten.

## Personal
Die Personalstärke einer SEG beträgt typischerweise zwischen 8 und 16 Helfer (Gruppenstärke).
Die Helfer sind in der Regel ehrenamtlich tätig und gehören einer Hilfsorganisation an. Mancherorts wird eine SEG von verschiedenen Hilfsorganisationen in Kooperation gebildet.
Die Ausbildung entspricht der jeweiligen Aufgabe, dazu gehören Kenntnisse im medizinischen Bereich (Sanitäter, Helfer mit weitergehender rettungsdienstlicher Ausbildung, Ärzte), Einsatztaktik, Material- und Technik, soziale Betreuung, Aufbau und Betrieb von Unterkünften, Verpflegung von Betroffenen, Logistik, Ver- und Entsorgung.

## Alarmierung
Das Personal ist in der Regel mit Funkmeldeempfängern ausgerüstet und wird nach Bedarf von der Leitstelle alarmiert. Zusätzlich sind auch noch Telefonketten oder automatische SMS-Alarmierungen üblich. Außerdem existieren Systeme, bei denen die Helfer automatisch auf dem Telefon oder Mobiltelefon angerufen werden, eine aufgezeichnete Nachricht mit dem Meldebild wiedergegeben wird und eine Rückmeldung der Einsatzkraft entgegennimmt. Mittlerweile werden auch Alarmierungen per App auf dem Smartphone zunehmend häufiger als Alarmierungsmittel eingesetzt, da entsprechende Apps meist flexibler sowie kostengünstiger als Funkmeldeempfänger sind.

## Weitere Verwendung
Mancherorts wird das Personal einer SEG auch als Helfer vor Ort eingesetzt, um die Erstversorgung von Notfallpatienten zu übernehmen und um so die Zeit bis zum Eintreffen des Rettungsdienstes am Notfallort (das sogenannte „therapiefreie Intervall“) zu überbrücken. Hier wird die schnelle Alarmierbarkeit von ausgebildetem Personal und die Ausstattung mit Fahrzeugen genutzt.
Bei geplanten Sanitätswachdiensten anlässlich von Großveranstaltungen sind eingespielte SEGen ebenfalls eine wichtige Hilfe, da sie auf die Versorgung einer größeren Anzahl Betroffener vorbereitet sind (Beispiele: Fußball-WM 2006 in Deutschland, Rosenmontagszug in Mainz).

## Geschichte
Ende der 1970er-Jahre zeichnete sich in Deutschland ab, dass die Vorhaltung des täglichen Rettungsdienstes vor allem in ländlichen Gegenden bei einem Massenanfall von Versorgungsbedürftigen nicht ausreicht. Die Rettungsdienststrukturen waren auf den individualmedizinischen Notfall ausgerichtet. Die klassischen Einheiten des Katastrophenschutzes in Form von Sanitäts- und Betreuungszügen erwiesen sich aufgrund ihrer Ausrichtung auf den Verteidigungsfall als untauglich für den sofortigen Einsatz, sie hatten eine Aufrufzeit von teilweise mehreren Tagen, die eingesetzten Helfer verfügten in den wenigsten Fällen über eine rettungsdiensttaugliche Ausbildung.
Dabei gab es bereits seit Jahrzehnten örtliche Strukturen, die mit den heutigen Schnelleinsatzgruppen vergleichbar sind: Schon der seit 1933 beim Deutschen Roten Kreuz gebräuchliche Begriff „Bereitschaft“ für eine örtliche Einheit impliziert den Anspruch zur vorbereiteten Hilfeleistung bei einer Schadenslage, ganz im Sinne des Selbstverständnisses dieser Hilfsorganisation. In der früheren deutschen Geschichte war bereits um die Wende zum 20. Jahrhundert die Bildung von örtlichen Samaritervereinen nicht unüblich, da es außerhalb von Großstädten keine geregelte Notfallversorgung gab. Diese leisteten dann auch in Großschadensfällen Hilfe.
Beim Chemiewerk BASF in Ludwigshafen am Rhein wurde unter anderem nach den Erfahrungen aus zwei größeren Unglücken 1921 und 1948 der werksärztliche Dienst so strukturiert, dass der betriebsinterne Sanitätsdienst sehr schnell Katastrophenhilfe leisten konnte und zentral von einer Einsatzleitung geführt wurde.
Einige größere Schadensereignisse in den 1970er-Jahren und das Bombenattentat auf dem Oktoberfest München 1980 gaben weitere Impulse, die Überlegungen zur Bildung von lokalen, schnell einsetzbaren Helfergruppen voranzutreiben. Zunächst waren es hier auch die Großstädte (Bonn, Dortmund, München, Wiesbaden), die sich des Themas annahmen. In ländlichen Gegenden war es damals aber schon nicht unüblich für lokale Gliederungen von Hilfsorganisationen, z. B. bei Feuerwehreinsätzen einen Sanitätsdienst zu stellen.
Die ersten Schnelleinsatzgruppen heutiger Prägung (mit vergleichbarer Fahrzeug- und Materialausstattung) entstanden meist aus engagierten Teileinheiten der Sanitätszüge.
Spätestens mit dem Wegfall der erweiterten Katastrophenschutzeinheiten des Bundes Ende der 1980er-Jahre mussten die Bundesländer diese Aufgabe selbst übernehmen. Im Zuge dieser Umstrukturierung konnte man dabei vielerorts Ideen der Schnelleinsatzgruppen umsetzen. Einige Länder entschieden sich für eine Anlehnung an das klassische Konzept von Katastrophenschutzzügen, aus dem dann eine schnell alarmierbare Voraus-Einheit als SEG ausgegliedert werden konnte. Andere Bundesländer verließen sich ganz auf die Strukturen der Schnelleinsatzgruppen, ohne übergeordnete taktische Einheiten zu bilden.
Der Vorteil der SEGn wurde vor allem dahingehend gesehen, dass diese örtlich verteilt aufstellbar waren und somit flächendeckend relativ schnell zum Einsatz kommen konnten, vergleichbar einer Freiwilligen Feuerwehr. Die Einsatzwahrscheinlichkeit stieg im Vergleich zu den alten Katastrophenschutzzügen, damit konnte man auch die Helfer wieder motivieren, sich zu engagieren.
Hier entstanden bereits auch Sonderfälle, wie zum Beispiel relativ große Einheiten in Zugstärke mit schnellen Ausrückzeiten (Schnelleinsatzzug, z. B. Rettungszug SEG Kassel) oder fachdienstübergreifende Einheiten (Einsatzeinheiten).
Zu Beginn der 1990er Jahre erarbeitete das Deutsche Rote Kreuz das Konzept der Einsatzeinheiten, welches bundesweit flächendeckend umgesetzt wurde. Hierin war die Sanitätsgruppe als Schnelleinsatzgruppe einzeln alarmierbar.
Die Schnelleinsatzgruppen hatten zunächst eine relativ schlechte Akzeptanz bei Mitarbeitern des Rettungsdienstes, da man sich keines echten Bedarfs bewusst war und das Engagement oft als „Hobby“ abtat. In diese Zeit fielen dann jedoch einige für den Katastrophenschutz in Deutschland prägenden Ereignisse (z. B. Flugtagunglück von Ramstein 1988, ICE-Unglück von Eschede 1998, Zugunglück von Brühl 2000) und bestätigten das Konzept der verteilten, aber schnell alarmierbaren Einheiten zur Unterstützung des Rettungsdienstes.
Seit den großen Schadensereignissen nach der Jahrtausendwende (Terroranschläge am 11. September 2001 in den USA, Elbehochwasser 2002, Madrider Zuganschläge 2004, Terroranschläge am 7. Juli 2005 in London, Münsterländer Schneechaos 2005) und im Zuge der Planungen zur Fußball-Weltmeisterschaft 2006 mit der Notwendigkeit zur strukturierten überregionalen Hilfeleistung ist die Tendenz dahingehend, dass die Schnelleinsatzgruppen für solche Einsatzfälle wieder zu größeren Verbänden zusammengefasst werden. Parallel dazu werden auch wieder separate Großeinheiten des Bundes aufgebaut (Medizinische Task Force).